# Scelio noancilla
Scelio noancilla är en stekelart som beskrevs av Mikhail Vasilievich Kozlov och Lê 2000. Scelio noancilla ingår i släktet Scelio och familjen Scelionidae. Inga underarter finns listade i Catalogue of Life.